# 1804 na arte

## Nascimentos
| Data          | Nome              | Profissão                     | Nacionalidade                  | Observações     | Ref |
| ------------- | ----------------- | ----------------------------- | ------------------------------ | --------------- | --- |
| 1 de março    | Franz Hanfstaengl | pintor, litógrafo e fotógrafo | Sacro Império Romano-Germânico | m. 1877         |     |
| 2 de julho    | Auguste Roquemont | pintor romântico              | Portugal                       | m. 1852         |     |
| 3 de novembro | Constantin Hansen | pintor                        | Reino da Dinamarca e Noruega   | m. 1880         |     |
| ??            | August von Bayer  | arquitecto e pintor           | Suíça                          | m. 1873 ou 1875 |     |

## Mortes
| Data | Nome | Profissão | Nacionalidade | Observações | Ref |
| ---- | ---- | --------- | ------------- | ----------- | --- |